# 노다시
노다시(일본어: 野田市)는 일본 지바현 북서부에 있는 시이다.

## 지리
간토평야(關東平野)의 중앙부에 위치하며, 동쪽에는 태평양으로 흘러가는 도네강(利根川)이, 서쪽에는 그 지류이며 도쿄만(東京灣)으로 흘러가는 에도강(江戶川)이 각각 흐르고 있으며, 도네강을 사이에 두고 이바라키현과, 에도강을 사이에 두고 사이타마현과 인접하고 있다.
도쿄 중심에서 40km 거리에 위치하고 있으므로 최근에는 위성 도시로서 주택 개발도 이루어지고 있다.

## 역사
1950년에 노다정(野田町)과 3개 촌이 통합하여 시로 승격했고, 1957년에는 2개 촌을 편입했다.
이후 2003년 6월 6일에 인접했던 히가시카쓰시카군(東葛飾郡) 세키야도정(關宿町)를 편입함으로써 지바현에서 제일 북쪽 및 서쪽에 위치하는 자치단체가 되었다.

## 교통

### 철도
- 도부 철도 노다선

### 도로
- 국도 16호선

## 간장 산업
에도 시대부터 메이지 시대에는 이들 강을 이용한 수운이 번성했고, 동시에 간장 산지로 번영해 왔다. 수운을 통해 간장 원료를 가져오기 쉬웠고, 또 에도(현재의 도쿄)에 출하하기 쉬웠기 때문이다. 또한 2003년에 편입한 세키야도 지구는 에도 시대에 성시(조카마치)로 발전했다.
1917년에는 노다 시내의 간장 제조 업자들이 모여서 "노다 쇼유(간장) 주식회사"를 설립했다. 현재의 깃코망이며, 지금도 노다에 본사가 있다.
시 중심부에 깃코망 공장이 입지하고 그 주변에는 깃코망이 운영하는 종합병원도 있으며, 예전에는 시장도 깃코망 노동조합 출신자가 맡고 있었다. "企業城下町"(기업 성시)라고 불리고 있는 도시 중 하나이다.

## 인구
| 연도 | 인구    | ±%     |
| ---- | ------- | ------ |
| 1920 | 40,869  | —      |
| 1930 | 49,846  | +22.0% |
| 1940 | 51,316  | +2.9%  |
| 1950 | 65,294  | +27.2% |
| 1960 | 66,909  | +2.5%  |
| 1970 | 80,520  | +20.3% |
| 1980 | 112,753 | +40.0% |
| 1990 | 145,206 | +28.8% |
| 2000 | 151,197 | +4.1%  |
| 2010 | 155,447 | +2.8%  |